# 大衛·布蘭德
大衛·布蘭德（1987年4月19日—）是一名奧地利游泳運動員，曾代表國家參加2012年倫敦奧運的200公尺自由式比賽及4×200公尺自由式接力比賽，並未獲得獎牌。